# Gürbetalbahn
La Gürbetalbahn (in italiano ferrovia della valle della Gürbe) è una linea ferroviaria a scartamento normale della Svizzera.

## Storia
La linea nacque come risposta ad un progetto di prolungamento della ferrovia del Brünig fino a Berna, al fine di evitare la concorrenza della linea Berna-Langnau (che minacciava di deviare il traffico dall'Oberland bernese verso Lucerna). A fine 1890 l'ingegner Beyeler presentò domanda di concessione per una ferrovia nella valle del fiume Gürbe tra Berna e Thun: tra la capitale federale e Wabern bei Bern (sobborgo di Berna, ma facente parte del comune di Köniz) sarebbe stata una tranvia interurbana, mentre il tratto successivo una ferrovia. Ottenuta la concessione il 17 aprile 1891, l'anno successivo il progetto fu modificato per permettere il collegamento con la linea del Lötschberg, ai tempi ancora in fase di progetto.
Il 22 giugno 1897 si costituì la società Gürbethalbahn (GTB) per la gestione della ferrovia.
Il 14 agosto 1901 fu aperta la tratta Berna-Burgistein, mentre il resto della linea fu inaugurata il 31 ottobre 1902. L'esercizio era curato dalla Thunersee-Bahn (TSB), concessionaria dell'omonima ferrovia, confluita nella Berner Alpenbahn-Gesellschaft Bern-Lötschberg-Simplon (BLS) nel 1913. La Gürbetalbahn venne elettrificata il 16 agosto 1920.
Con delibera dell'assemblea generale del 2 agosto 1945 la GTB assorbì con effetto dal 1º gennaio 1944 la Bern-Schwarzenburg-Bahn (BSB), esercente l'omonima linea ferroviaria, cambiando ragione sociale in Gürbetal-Bern-Schwarzenburg-Bahn (GBS). La fusione si era resa necessaria a seguito delle difficoltà finanziarie di entrambe le società: la Confederazione intervenne con un aiuto finanziario a condizione di una fusione tra di esse (come previsto dalla legge federale del 1939 sull'aiuto alle ferrovie).
Nel 1997 la BLS assorbì la GBS, la Bern-Neuenburg-Bahn (direkte Linie) (BN) e la Simmentalbahn (SEZ) nella BLS Lötschbergbahn, fusasi a sua volta nel 2006 con la Regionalverkehr Mittelland (RM) nella BLS AG.

## Caratteristiche
La linea, a scartamento normale, è lunga 33,88 km. La linea è elettrificata a corrente alternata con la tensione di 15.000 V alla frequenza di 16,7 Hz; la pendenza massima è del 22 per mille. È a doppio binario tra Berna e Weissenbühl, tra Kehrsatz Nord e Kehrsatz, tra Falkenhaus e Belp e tra Toffen e Kaufdorf.

### Percorso
| Continuation backward |

| Station on track |

| Enter and exit short tunnel |

| Track change |

|  | Unknown route-map component "ABZgl" | Unknown route-map component "STR+r" |

|  | Non-passenger station/depot on track | Straight track |

| Unknown route-map component "CONTgq" | Unknown route-map component "ABZgr" | Straight track |

| Unknown route-map component "CONTgq" | Unknown route-map component "KRZu" | One way rightward |

| Stop on track |

| Non-passenger station/depot on track |

| Unknown route-map component "CONTgq" | Unknown route-map component "ABZgr" |  |

| Station on track |

| Station on track |

| Station on track |

| Small arched bridge |

| Station on track |

| Non-passenger station/depot on track |

| Stop on track |

| Station on track |

| Station on track |

| Station on track |

| Station on track |

| Station on track |

| Station on track |

| Station on track |

| Stop on track |

| Unknown route-map component "eBHF" |

|  | Unknown route-map component "ABZg+l" | Unknown route-map component "CONTfq" |

| Station on track |

| Continuation forward |

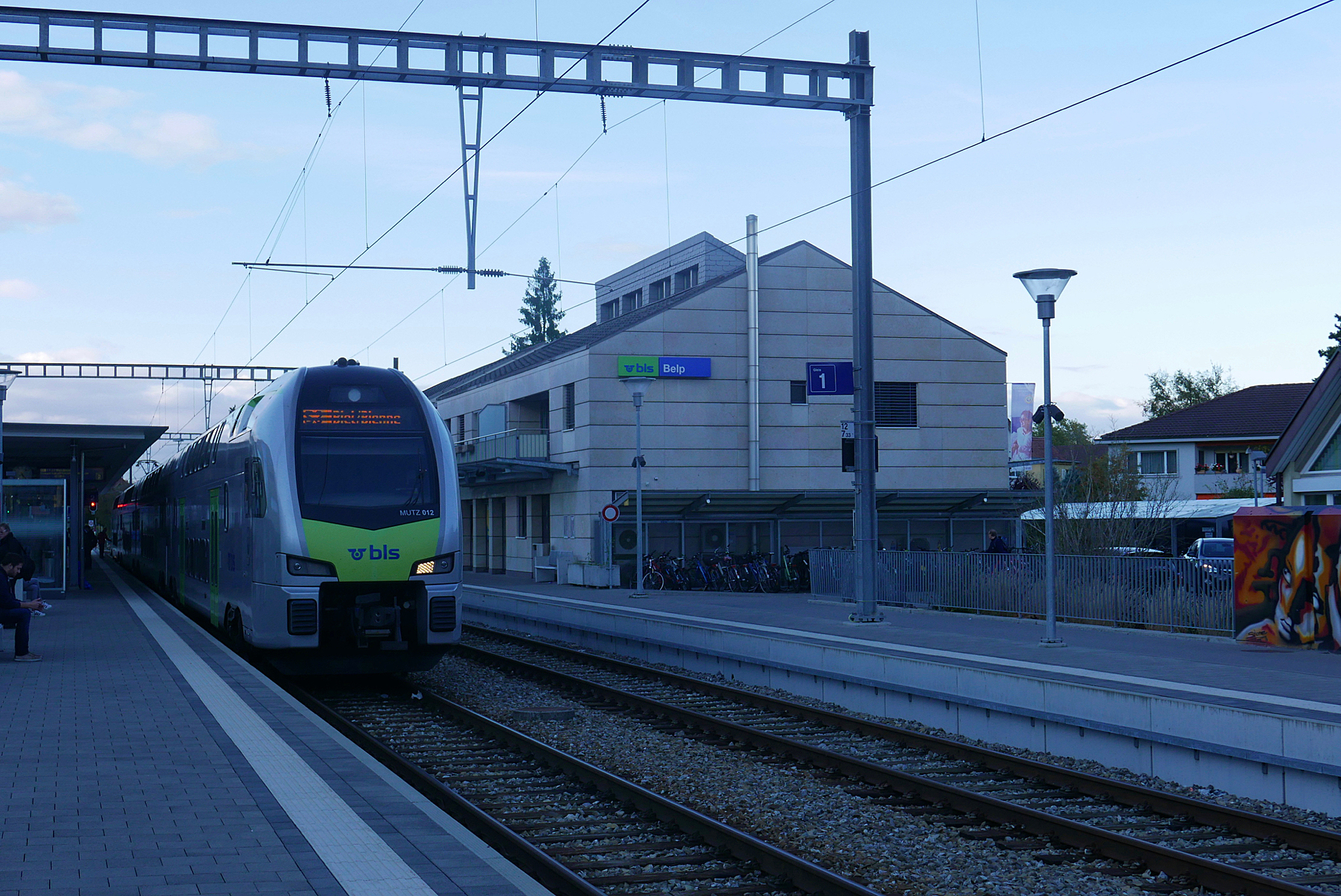
Un convoglio alla stazione di Belp

La linea parte dalla stazione di Berna: fino ad Holligen è in comune con la ferrovia per Neuchâtel, mentre a Fischermätteli si distacca la linea per Schwarzenburg.
Da lì la ferrovia segue la valle della Gürbe, toccando Kehrsatz, Belp, Toffen, Kaufdorf, Thurnen, Burgistein, Uetendorf e terminando la corsa alla stazione di Thun.